# 武柳希
武柳希（1984年12月16日—），陝西渭南人，中华人民共和国射击队队员。

## 生涯
武柳希在1994年的火車頭射擊場接受射擊訓練，教練是魏俊德。4年後，她入選陝西射擊隊，甘春鳳是她的教練。2002年，她成為了國家隊一員，教練邵建華。
在她還未是陝西隊成員時，武柳希贏得了兩個青少年錦標。1998年的陝西運動會中，她奪得了女子氣步槍小項的冠軍，成績為386環。2002年，她於全國射擊系統賽的第四站獲得女子個人50米三姿步槍小項的亞軍。翌年的全國射擊系統賽第二站，武成為女子個人10米氣步槍小項的冠軍得主，而在第四站，即總決賽中奪得女子個人50米三姿步槍小項的第一。同年，她於城運會中以503.9環的成績壓過杜麗等運動員贏得女子個人10米氣步槍小項的金牌。	
2004年，19歲的武柳希於馬來西亞舉行的亞洲錦標賽得到女子個人10米氣步槍小項的季軍。隨後的雅典奧運中，她在射擊項目的女子個人50米三姿步槍小項中未能晉身決賽。次年的世界杯中，她以400環的平世界紀錄成績於德國奪得女子個人10米氣步槍小項的金牌，又於南韓釜山站世界杯奪得女子個人20米三姿步槍小項的銀牌。同年於西班牙的世界杯總決賽中，她先以686.5環與取得個人20米三姿步槍小項的亞軍，並後又取得女子個人10米氣步槍小項的第三。
2006年7月，第49届射击世锦赛在克罗地亚首都萨格勒布举行，武柳希未能晋级女子步枪20米三姿决赛。同年她參與了多哈亞運會，先後以1192環奪得女子團體10米氣步槍小項的金牌、1744環贏得女子團體50米三姿步槍小項金牌（与杜丽、赵颖慧），女子個人10米氣步槍銅牌、女子個人50米三姿步槍小項第4。同年，她当选2006年陕西省“十佳运动员”。翌年的美國站世界杯選拔賽，她排名女子個人10米氣步槍的第8。